# ليندا بنغلس

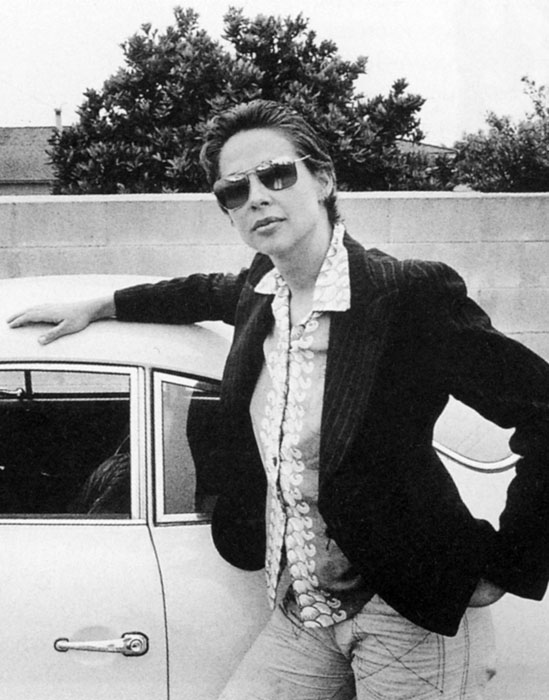
صورة لليندا بنغلس التقطت في سبيعينات القرن الماضي

ليندا بنغلس، (25 أكتوبر 1941) نحاتة أمريكية وفنانة بصرية عرفت بشكل خاص بلوحاتها الشمعية ومنحوتات المطاط. تعيش في كل من نيويورك وسانتا في، نيو مكسيكو وكاستلوريزو، اليونان وأحمد أباد، الهند.

## حياتها المبكرة
ولدت بنغلس في 25 أكتوبر من عام 1941 في ليك تشارلز، لويزيانا، وهي يونانية أمريكية. كثيرًا ما سافرت مع جدتها إلى اليونان عندما كانت طفلة صغيرة وفي العشرينات من عمرها. وصفت لاحقًا هذه الرحلات بأنها كانت مهمة لعملها. في مقابلة لها في عام 2015، مع مجلة أكولا، قالت الفنانة بإن جدتها كانت أيقونة نسوية مهمة لها:
توفي زوجها في وقت مبكر جدًا- 1955. كنت أول حفيدة لها، الأمر الذي يعد مهمُا للغاية في اليونان، إذ ترث النساء الممتلكات. كانت عرابتي وكذلك جدتي. سافرت جدتي في الأربعينيات من عمرها وقد كان هذا أمرًا غير اعتيادي مما أثر على ما كنت عليه. لقد حدد ذلك مبادئي. خلال نشأتها، كان والدها مايكل يدير تجارة مواد البناء. كانت أمها من ميسيسيبي وهي ابنة واعظ. كانت بنغلس الأكبر بين خمسة أطفال.
التحقت بنغلس بجامعة ماكنيس في ليك تشارلز، لويزيانا. حصلت على درجة البكالوريوس في الفنون الجميلة في عام 1964 من كلية نيوكومب في نيو أورلينز، والتي كانت آنذاك الكلية النسائية في جامعة تولين، حيث درست الخزف والرسم. بعد التخرج عملت كمدرسة للصف الثالث في أبرشية جيفرسون، لويزيانا. في عام 1964، انتقلت بنغلس إلى نيويورك، حيث كانت على اتصال مع العديد من الفنانين المؤثرين في ذاك العقد مثل أندي وارهول ودونالد جود وسول لويت وإيفا هيس وبارنيت نيومان. غادرت لدراسة الرسم في مدرسة متحف بروكلين للفنون. التقت هناك بالرسام الإسكتلندي غوردون هارت، الذي أصبح زوجها الأول لفترة وجيزة. صرحت بنغلس لاحقًا أنها تزوجت من هارت لمساعدته التهرب من الخدمة العسكرية. شغلت أيضَا وظيفة مساعد لكلاوس كيرتس في معرض بولا كوبر. قابلت شريك حياتها أناند سارابهاي، في عام 1979 وهو ابن مضيفيها في رحلة قامت بها إلى أحمد أباد، الهند. توفي سارابهاي في فبراير من عام 2013.

## حياتها المهنية
يلاحظ في عمل بنغلس مزيج غير عادي من الصور العضوية والمواجهة مع وسائل الإعلام الحديثة التي تتضمن تأثيرات مثل بارنيت نيومان وآندي وارهول. استخدم عملها المبكر موادًا مثل شمع العسل قبل انتقالها إلى القطع الكبيرة المصنوعة من البولي ريتان في سبعينيات القرن العشرين ثم انتقلت بعد ذلك إلى استخدام الذهب والزنك والألومنيوم. شكك في صحة الكثير من أعمالها حتى ثمانينيات القرن العشرين بسبب استخدامها للشهوانية والجسمانية.
كان صب المطاط والبولي ريتان في أواخر الستينيات والسبعينيات من القرن العشرين علامة على دخولها عالم الفن في نيويورك. في الوقت نفسه، عملت أيضًا على «لوحات شمعية صغيرة ثلاثية الأبعاد».
كان عمل بنغلس وفنانون آخرون مثل إيف كلاين، شبيهًا بأعمال جاكسون بولوك التي استخدم فيها تقنيات الرشق والتنقيط في الرسم. توضح أعمالها مثل اللوحة المنهارة (1968) النهج الذي يمكن قراءته كمنظور نسوي. من أجل هذا العمل، سكبت طلاء مضيئًا على طول أرضية قاعة المعرض في إشارة منها إلى «المرأة المنهارة» أو من منظور نسوي إلى «ضحية رغبات القضيب الذكري». في عملها «التهريب» أزالت استخدام القماش بشكل نهائي وطبقت العمل على الأرض. تعمل هذه القطع الفنية ذات الألوان الزاهية والمواد العضوية المطبقة على الأرضية، على تعطيل حركة التبسيط التي يهمن عليها الذكور من خلال قدرتها على الإيحاء والانفتاح.